# Скотников, Леонид Алексеевич
Леони́д Алексе́евич Ско́тников (26 марта 1951, Калинин, СССР) — российский юрист и дипломат, судья Международного суда ООН. Чрезвычайный и полномочный посол (1995).

## Биография
Окончил МГИМО МИД СССР в 1974 году. Владеет английским и французским языками.
Основную часть карьеры работал в правовой службе Министерства иностранных дел СССР и Российской Федерации.
- В 1991—1992 годах — директор Правового департамента МИД России.
- С 18 марта 1992 по 17 апреля 1998 годах — чрезвычайный и полномочный посол Российской Федерации в Нидерландах[1][2].
- В 1998—2001 годах — директор Правового департамента МИД России, член Коллегии МИД России.
- С 31 июля 2001 по 26 декабря 2005 года — постоянный представитель России при отделении ООН и других международных организациях в Женеве[3][4].
- С 6 февраля 2006 по 6 февраля 2015 года — член Международного суда ООН.
- В настоящее время является судьей ad hoc в двух делах, рассматриваемых Международным Судом ООН.

## Семья
Женат. Имеет сына. 

## Награды
Орден Дружбы (2002)

## Дипломатический ранг
- Чрезвычайный и полномочный посланник 1 класса (18 марта 1992)[5]
- Чрезвычайный и полномочный посол (10 ноября 1995)[6]

## Публикации на английском языке
- The Right of Self-Defence and the New Security Imperatives, In: International Affairs Vol. 9, 2004;
- Legal Limits of the Use of Force, In: International Affairs Vol. 11, 2003;
- Entering the XXI Century: Primacy of Law in International Relations In: International Affairs Vol. 12, 2000;
- Primacy of Law in Politics (Miverfasser), In: International Affairs Vol. 4, 1989.